# Анза (Каліфорнія)
Анза (англ. Anza) — переписна місцевість (CDP) в США, в окрузі Ріверсайд штату Каліфорнія. Населення — 3075 осіб (2020).

## Географія
Анза розташована за координатами 33°33′59″ пн. ш. 116°41′47″ зх. д. / 33.56639° пн. ш. 116.69639° зх. д. (33.566298, -116.696495).  За даними Бюро перепису населення США в 2010 році переписна місцевість мала площу 71,68 км², з яких 71,47 км² — суходіл та 0,21 км² — водойми.

## Демографія
Згідно з переписом 2010 року, у переписній місцевості мешкало 3014 осіб у 1160 домогосподарствах у складі 774 родин. Густота населення становила 42 особи/км².  Було 1508 помешкань (21/км²).
Расовий склад населення:
| - 80,0 % — білих - 1,9 % — корінних американців - 1,2 % — азіатів - 1,1 % — чорних або афроамериканців - 0,1 % — вихідців з тихоокеанських островів - 11,5 % — осіб інших рас |

До двох чи більше рас належало 4,2 %. Частка іспаномовних становила 26,2 % від усіх жителів.
За віковим діапазоном населення розподілялося таким чином: 22,5 % — особи молодші 18 років, 61,0 % — особи у віці 18—64 років, 16,5 % — особи у віці 65 років та старші. Медіана віку мешканця становила 44,8 року. На 100 осіб жіночої статі у переписній місцевості припадало 102,8 чоловіків;  на 100 жінок у віці від 18 років та старших — 100,9 чоловіків також старших 18 років.
Середній дохід на одне домашнє господарство  становив 45 439 доларів США (медіана — 34 153), а середній дохід на одну сім'ю — 52 274 долари (медіана — 45 984). За межею бідності перебувало 13,0 % осіб, у тому числі 15,4 % дітей у віці до 18 років та 6,3 % осіб у віці 65 років та старших.
Цивільне працевлаштоване населення становило 920 осіб. Основні галузі зайнятості: мистецтво, розваги та відпочинок — 21,3 %, освіта, охорона здоров'я та соціальна допомога — 17,4 %, роздрібна торгівля — 15,3 %, будівництво — 13,7 %.